# Molassebecken

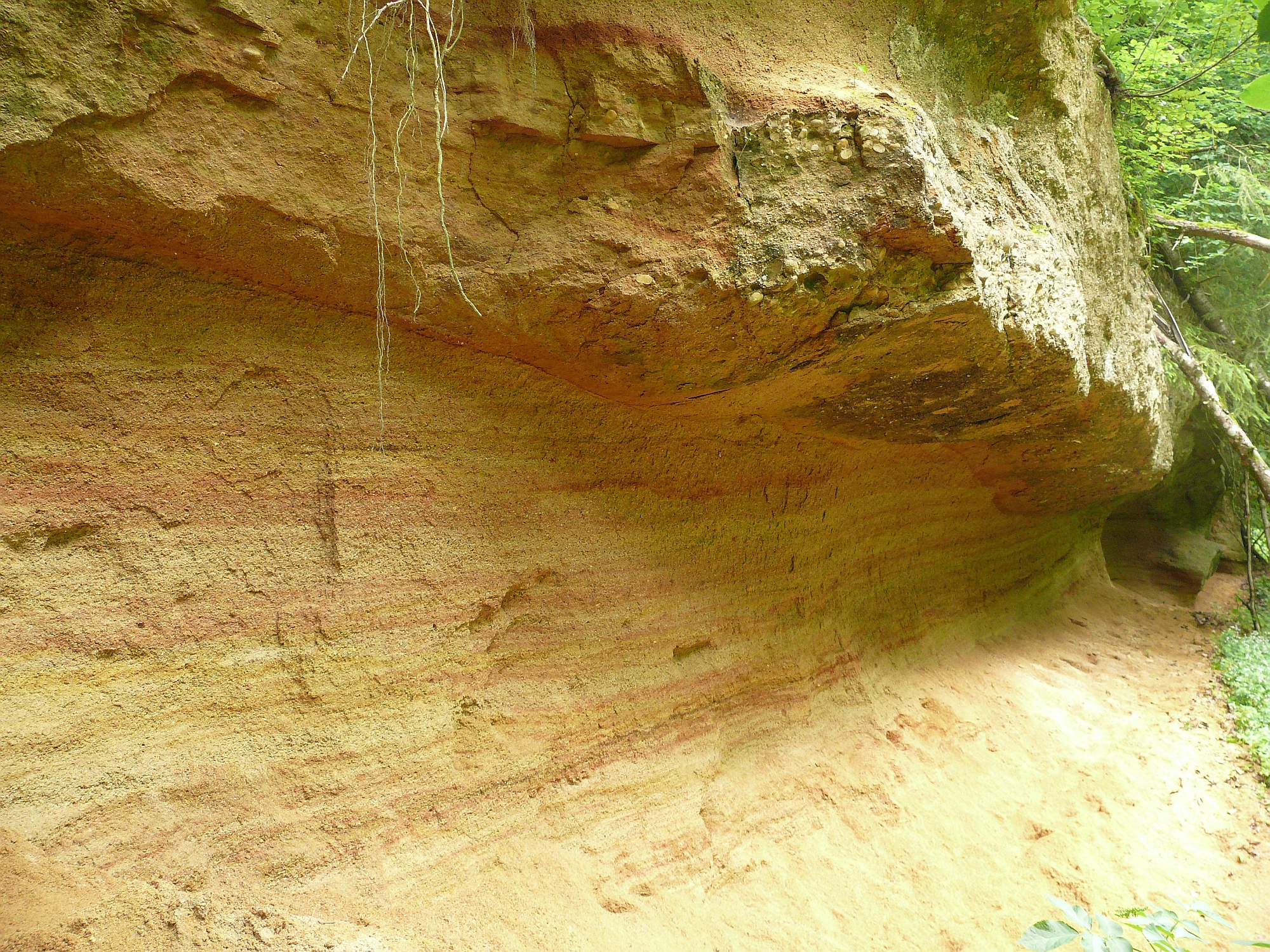
„Obere Brackwassermolasse“ bzw. Obere Meeresmolasse im Südwesten des Molassebeckens: Graupensande, überlagert von Austernnagelfluh, ehemaliges Quarzwerk bei Riedern am Sand

Als Molassebecken, auch Voralpentrog, wird in der regionalen Geologie der Alpenländer der von Molassesedimenten eingenommene Bereich am Alpennordrand bezeichnet. Der Begriff Molassebecken wird aber auch allgemein auf ein Sedimentbecken bezogen, das den Verwitterungsschutt eines aufsteigenden Gebirges aufnimmt.
Das hier behandelte nordalpine Molassebecken wird unterteilt in einen größeren nördlichen Bereich, die Vorlandmolasse mit Gesteinen in überwiegend ungestörter Lagerung, und einen schmaleren südlichen Bereich unmittelbar am Alpennordrand, die Subalpine Molasse (Molassezone, Faltenmolasse) mit verschuppten und steilgestellten Molassegesteinen.

## Geographische Lage
Das Molassebecken liegt vor der gesamten nördlichen Alpenfront. Es erstreckt sich mit einer Länge von etwa 1000 km über Teile Frankreichs, der Schweiz, Deutschlands und Österreichs. An seinem Westende am Genfersee ist es, nach Norden begrenzt vom Faltenjura, etwa 20 km breit. Weiter nach Osten greift es zunehmend nach Norden aus und erreicht im bayerischen Alpenvorland, am „Knick“ der Fränkischen Alb, seine größte Breite von fast 130 km. Von dort aus nimmt in östlicher Richtung die Breite des Molassebeckens, nunmehr nach Norden von der Böhmischen Masse begrenzt, wieder ab und erreicht auf Höhe von Amstetten in Niederösterreich rund 10 km. Ab dort zieht sich das Becken als schmaler Streifen bis etwa St. Pölten, weitet sich anschließend noch einmal – in nordöstliche Richtung schwenkend – bis auf etwa 40 km Breite, und geht nördlich der Donau in die karpatische Vortiefe über. Geologisch und morphologisch steht es in diesem Übergangsbereich zudem über das Wiener Becken mit der Pannonischen Tiefebene in Verbindung.

## Entstehung

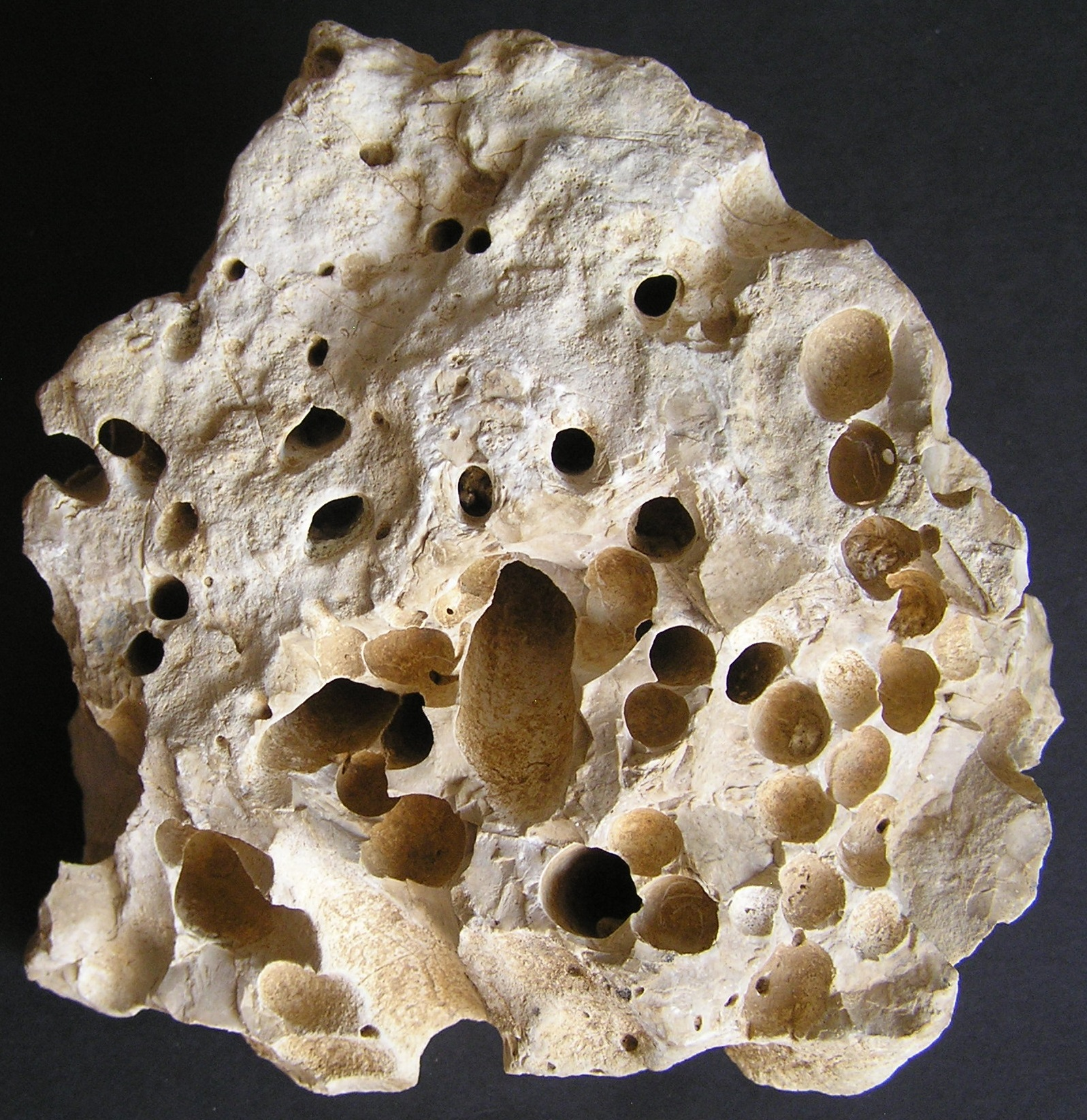
Bohrmuschelkalk vom Oberen Eselsberg bei Ulm („Obere-Meeresmolasse-Zeit“)

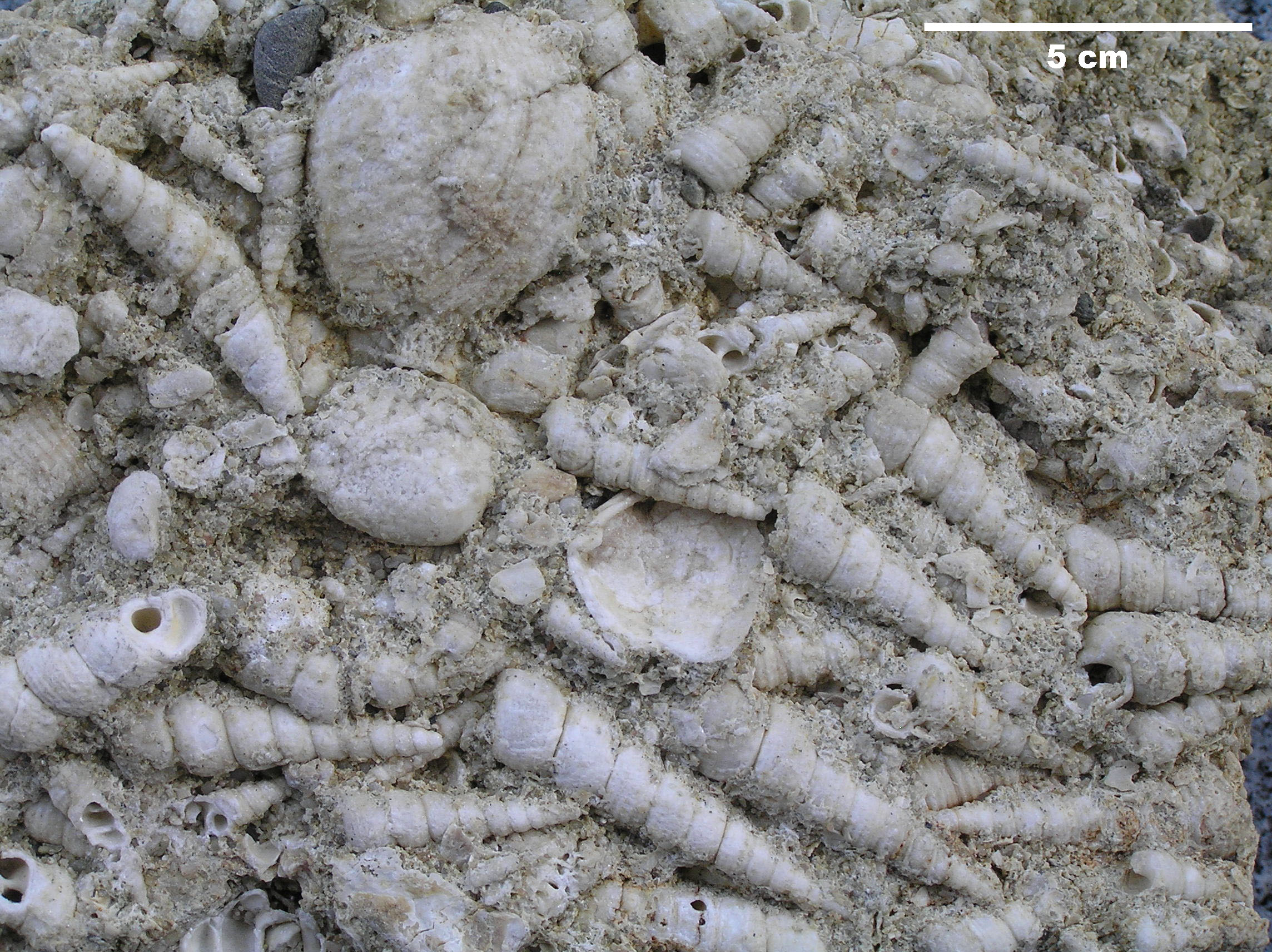
Mariner Turritellenkalk von der Erminger Turritellenplatte (Obere Meeresmolasse)

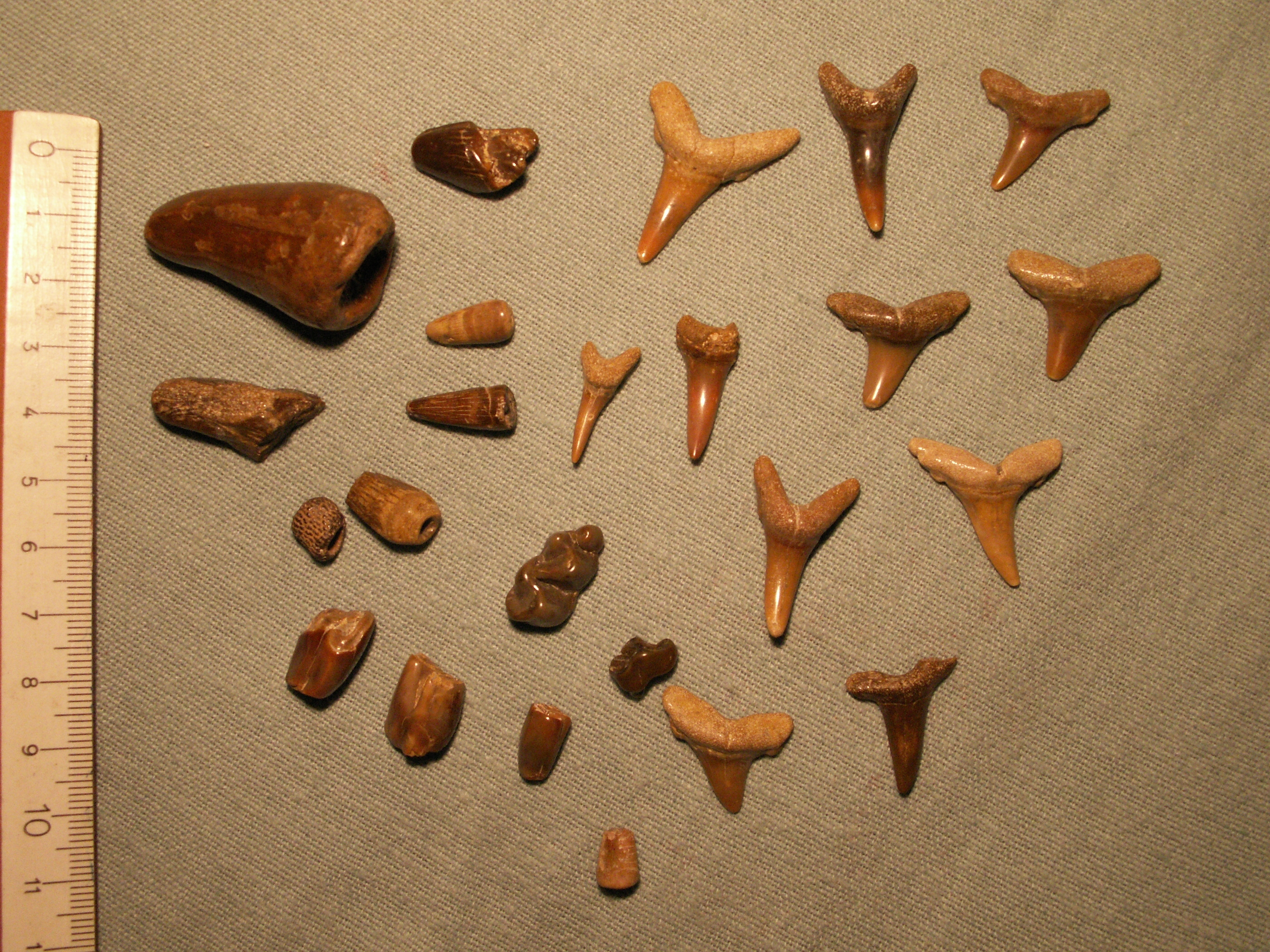
Fossile Zähne (Haie, Biber, Zwerghirsch, Krokodil) aus den Graupensanden („Obere Brackwassermolasse“) der Sandgrube Riedern.

Das Molassebecken liegt in einer Vorland- oder Randsenke, die sich in der Endphase der Alpenentstehung vor den Alpen gebildet hatte, als sich die europäische Kontinentalplatte unter der Last des aufliegenden Gebirgskörpers herabbog. Diese Vorlandsenke war zuerst ein relativ schmaler Meeresarm (Molassemeer), der sich rasch mit Sedimenten füllte und verlandete. Danach sank die Erdkruste erneut soweit ab, dass das Molassebecken mit den umgebenden Meeresräumen in Verbindung stand. Hierfür sprechen unter anderem die Haifaunen, die man an vielen Stellen finden kann, so etwa in der Erminger Turritellenplatte bei Ulm und im Schweizer Mittelland. Das Molassemeer wird paläogeographisch der sogenannten Paratethys zugerechnet, die aus dem mesozoischen Tethys-Ozean hervorging.
Im Verlauf des Tertiärs verfrachteten Flüsse große Mengen an Erosionsmaterial aus den sich erhebenden Alpen in das Vorlandbecken. Mit dem Austritt der Flüsse aus den Alpen in die flachen Regionen nahm die Strömungsgeschwindigkeit im Allgemeinen stark ab. Nahe am Alpenrand wurden deshalb das gröbste Material in Form ausgedehnter Schüttungsfächer abgelagert, weil dieses vom transportierenden Medium, dem Wasser, nicht länger als Alluvialgeschiebe mitgeführt werden konnte. Aus diesen Schottern und Grobsanden entstanden Konglomerate (z. B. Nagelfluh) und Grobsandsteine, die insbesondere die Süßwassermolasse prägen. Ein prominentes Beispiel für einen solchen Schüttungsfächer ist das Napfbergland im Schweizer Mittelland. Kleinere Korngrößen konnten dagegen als Schwebstoffe weit in das Becken hinausbefördert werden und formten tonige oder mergelige Sedimente, die vor allem typisch für die Meeresmolasse sind. Zeiten geringerer Erosionstätigkeit spiegeln sich in Schichten mit insgesamt kleineren Korngrößen wider. So entstand im alpennahen Vorland eine je nach Region bis über 4000 m mächtige Molasse-Abfolge, die in zahlreiche Untereinheiten gegliedert ist. Häufig enthalten die Molassesedimente Reste von Pflanzen und andere organische Reste.

## Oberflächenformen
Das Molassebecken zeichnet sich in der Vorlandmolasse über weite Strecken durch sanfte Hügel und breite Muldentäler aus. In der Schweiz weist das Mittelland deutlich größere Höhenunterschiede auf als das bayerische und österreichische Alpenvorland.
In der Subalpinen Molasse ziehen parallel zu den Alpen lange Höhenzüge mit schiefen Konglomeratrippen; ihre Bergrücken sind vorwiegend gerundet und weisen keine schroffen Felswände auf.
Überformt wurde der Süden des Molassebeckens durch die Gletscher der Eiszeiten, die eine Vielzahl von eiszeitlichen Oberflächenformen (Glaziale Serie) mit wannenförmigen Tälern und langgestreckten Höhenzügen schufen.
Das Flussnetz ist von den Alpen weg gerichtet, erst am Nordrand der Vorlandmolasse führt die Donau den überwiegenden Teil der Flüsse nach Osten zum Schwarzen Meer ab. Westlich der Donauquelle entwässern der Rhein und seine Nebenflüsse, besonders die Aare, die Vorlandmolasse zur Nordsee. Das äußerste westliche Ende wird durch die Rhone und einige ihrer Nebenflüsse nach Westen und zum Mittelmeer entwässert.

## Schichtenfolge
Die Gesteine des Molassebeckens wurden im Oberen Eozän bis zum Oberen Miozän abgelagert. Sie werden aufgrund der vorherrschenden Ablagerungsbedingungen – marin oder terrestrisch – in vier Hauptgruppen unterteilt:
- Obere Süßwassermolasse (Abk. OSM oder auch tOS), Serravallium, Tortonium und Pontium, vor etwa 16 bis 5 Mio. Jahren
- Obere Meeresmolasse (OMM, tOM), Burdigalium und Langhium, vor etwa 22 bis 16 Mio. Jahren
- Untere Süßwassermolasse (USM, tUS), Chattium und Aquitanium, vor etwa 28 bis 22 Mio. Jahren
- Untere Meeresmolasse (UMM, tUM), Rupelium, vor etwa 34 bis 28 Mio. Jahren

Im östlichen Molassebecken geht die Untere Süßwassermolasse in marine Schichten über. Sie wird dort als jüngerer Teil der Unteren Meeresmolasse bezeichnet, die im Westen vertretene Untere Süßwassermolasse fehlt.

## Rohstoffe
Vorlandbecken von Orogenen sind, sofern sie ein Klima aufweisen, das üppiges Pflanzenwachstum ermöglicht, typische Bildungsräume für Kohle. So weist auch das Molassebecken Kohlevorkommen (Braunkohle) in Menge und Qualität auf, die zumindest im 20. Jahrhundert einen rentablen Abbau erlaubten, beispielsweise die Pechkohle im südlichen Oberbayern und die Braunkohle im Oberpfälzer Braunkohlerevier sowie des Hausruck in Oberösterreich. Die grobklastischeren und damit relativ porösen und permeablen Molassesedimente sind zudem als Speichergesteine für Erdöl und Erdgas geeignet, und tatsächlich weist das Molassebecken einige solcher Lagerstätten auf. Teilweise befinden sich die Kohlenwasserstoffe aber auch unterhalb der eigentlichen Beckenfüllung in Schichten des Mesozoikums. Die Graupensande im Nordwesten des Beckens enthalten Bohnerze. Molassesandstein diente in zahlreichen Regionen als Baumaterial, unter anderem der Berner Sandstein (OMM), dessen bedeutendster Steinbruch sich in Ostermundigen bei Bern befindet. Einige Regionen des Molassebeckens, so zum Beispiel das Napfgebiet und das Hörnlibergland in der Schweiz, sind zudem bekannt für Anreicherungen von sekundärem Gold (alluviale Seifen). Das Gold stammt ursprünglich aus goldführenden Quarzgängen im alpinen Hinterland, im Falle des Napfgebietes möglicherweise aus heute erodierten höheren Stockwerken der Simplon-Monte Rosa-Region und wurde von Flüssen ins Molassebecken transportiert. Rezent wird das Gold von einigen Flüssen wie der Kleinen Fontanne oder dem Goldingerbach aus den Konglomeraten der Molasse ausgewaschen und kann in Sand- und Kiesbänken gefunden werden; die Konzentrationen sind allerdings eher gering.

## Museum
Das Naturmuseum Augsburg ist schwerpunktmäßig der Molasse gewidmet.